# Rachael Lampa
Rachael Maureen Lampa (* 8. Januar 1985 in Ann Arbor, Michigan) ist eine US-amerikanische Sängerin christlicher Popmusik.

## Karriere
Im Jahr 2000 wurde ihr Debütalbum Live For You veröffentlicht. Das Album wurde von Brent Bourgeois und Brown Bannister ko-produziert. Die beiden haben Rachael Lampa auf einer Musikmesse in Colorado entdeckt, als sie 14 Jahre alt war. Weitere Alben folgten bis 2004. Während eine Pause erschien im Jahr 2006 ein Best-of-Album. Erst 2011 folgte mit All We Need ihr nächstes Album.
Für den schwedisch-amerikanischen Musiker Jonathan Thulin schrieb sie gemeinsam mit Thulin den Song Bombs Away.
Lampas Singles erreichten neun Top-10-Plätze, vier davon gingen dabei auf Platz 1. Sie war Gast in US-TV-Shows wie The Tonight Show, The View und Entertainment Tonight. Sie ist seit 2010 mit Brendan McCarthy verheiratet.
Lampa ist auch im Filmgeschäft aktiv. Sie war am Soundtrack der Filme Nur mit Dir – A Walk to Remember (2002) Joshua (2002) und Hidden Secrets (2006) beteiligt. Bei Hidden Secrets spielte sie auch in der Rolle der Sally Hemmings mit. Zuvor war sie im Jahr 2003 an der 19. Folge It's Valentine's Day, Johnny Bravo! der 3. Staffel der Serie Johnny Bravo als Sängerin beteiligt.

## Diskografie

### Studioalben
| Jahr | Titel         | Höchstplatzierung, Gesamtwochen, AuszeichnungChartplatzierungen (Jahr, Titel, Platzierungen, Wochen, Auszeichnungen, Anmerkungen) | Höchstplatzierung, Gesamtwochen, AuszeichnungChartplatzierungen (Jahr, Titel, Platzierungen, Wochen, Auszeichnungen, Anmerkungen) | Anmerkungen                              |
| Jahr | Titel         | US | Christ | Anmerkungen                              |
| ---- | ------------- | --- | --- | ---------------------------------------- |
| 2000 | Live for You  | US120 (5 Wo.)US | Christ6 (34 Wo.)Christ | Erstveröffentlichung: 1. August 2000     |
| 2002 | Kaleidoscope  | US114 (4 Wo.)US | Christ11 (25 Wo.)Christ | Erstveröffentlichung: 5. März 2002       |
| 2004 | Rachael Lampa | — | Christ12 (4 Wo.)Christ | Erstveröffentlichung: 27. Juli 2004      |
| 2011 | All We Need   | — | — | Erstveröffentlichung: 27. September 2011 |

### Kompilationen
| Jahr | Titel                              | Höchstplatzierung, Gesamtwochen, AuszeichnungChartsChartplatzierungen (Jahr, Titel, Platzierungen, Wochen, Auszeichnungen, Anmerkungen) | Anmerkungen                       |
| Jahr | Titel                              | Christ | Anmerkungen                       |
| ---- | ---------------------------------- | --- | --------------------------------- |
| 2006 | Blessed: The Best of Rachael Lampa | Christ44 (1 Wo.)Christ | Erstveröffentlichung: 9. Mai 2006 |

Weitere Kompilationen
- 2010: Top Ten

### Remixalben
- 2002: Blur

### EPs
- 2009: Three Songs for Christmas
- 2010: Human

### Singles
| Jahr | Titel Album                | Höchstplatzierung, Gesamtwochen, AuszeichnungChartsChartplatzierungen (Jahr, Titel, Album, Platzierungen, Wochen, Auszeichnungen, Anmerkungen) | Anmerkungen                                          |
| Jahr | Titel Album                | Christ | Anmerkungen                                          |
| ---- | -------------------------- | --- | ---------------------------------------------------- |
| 2002 | I’m All Yours Kaleidoscope | Christ40 (1 Wo.)Christ |                                                      |
| 2004 | When I Fall Rachael Lampa  | Christ17 (18 Wo.)Christ |                                                      |
| 2005 | No Other One Rachael Lampa | Christ26 (10 Wo.)Christ |                                                      |
| 2011 | Remedy All We Need         | Christ38 (13 Wo.)Christ |                                                      |
| 2022 | Perfectly Loved –          | Christ3 (32 Wo.)Christ | Erstveröffentlichung: 8. April 2022 feat. tobyMac    |
| 2023 | Somebody To You –          | Christ12 (26 Wo.)Christ | Erstveröffentlichung: 19. Mai 2023 feat. Andrew Ripp |

Weitere Singles
- 2000: Blessed
- 2000: Shaken
- 2000: God Loves You
- 2000: Live for You
- 2000: My Father’s Heart
- 2002: No Greater Love
- 2002: Savior Song
- 2019: He’s Good
- 2019: Silent Night

## Filmografie
Soundtrack
- 2002: Nur mit Dir – A Walk to Remember (A Walk to Remember)
- 2002: Joshua
- 2006: Hidden Secrets

Darsteller
- 2003: Johnny Bravo – It's Valentine's Day, Johnny Bravo!
- 2006: Hidden Secrets